# 역도요정 김복주
《역도요정 김복주》는 2016년 11월 16일부터 2017년 1월 11일까지 방영된 MBC 수목 미니시리즈이다.

## 줄거리
바벨만 들던 스물한 살 역도선수 김복주에게 닥친 폭풍 같은 첫사랑을 그린 감성 청춘 드라마

## 등장 인물

### 주요 인물
- 이성경 : 김복주(21세) 역 (아역 : 이지우) - 한얼체대 2학년 여자 역도부 (-58kg급)
- 남주혁 : 정준형(21세) 역 (아역 : 김예준) - 한얼체대 2학년 수영부 (자유형 200m)
- 경수진 : 송시호(22세) 역 - 한얼체대 3학년 리듬체조부
- 이재윤 : 정재이(31세) 역 - 비만클리닉 의사, 준형의 사촌형

### 주변 인물

#### 역도부
- 이주영 : 이선옥(21세) 역 - 한얼체대 2학년 여자 역도부 (-53kg급), 복주의 절친
- 조혜정 : 정난희(21세) 역 - 한얼체대 2학년 여자 역도부 (-63kg급), 복주의 절친
- 오의식 : 방운기(23세) 역 - 한얼체대 4학년 역도부 주장
- 최무성 : 윤덕만(46세) 역 - 역도부 감독
- 장영남 : 최성은(36세) 역 - 역도부 코치

#### 수영&리듬체조부
- 지일주 : 조태권(21세) 역 - 한얼체대 2학년 수영부, 준형의 수영부 절친
- 최웅 : 김기석(22세) 역 - 한얼체대 3학년 수영부, 준형의 수영부 선배
- 레이 양 : 성유희(34세) 역 - 리듬체조부 코치

#### 복주의 가족
- 안길강 : 김창걸(48세) 역 - 복주의 아버지, 역도선수 출신, 치킨집 운영
- 강기영 : 김대호(36세) 역 - 복주의 막내 삼촌, 복주네 치킨 집 직원, 엑스트라

#### 준형의 가족
- 정인기 : 준형의 아버지(58세) 역 - 실제 준형의 큰아버지, 부부약국 운영
- 이정은 : 준형의 어머니 역(57세) 역 - 실제 준형의 큰어머니, 부부약국 운영

#### 그 외 주변 인물
- 유다인 : 고아영 역(31세) 역 - 한얼체대 의무실 닥터

### 그 외
| 역도부 - 문지윤 : 상철 역 - 복주의 역도부 선배복주의 역도부 선배 - 유준홍 : 정우 역 - 조미녀 : 조미녀 역 - 복주의 역도부 선배 - 노영주 - 이빛나 : 빛나 역 - 이예빈 : 예빈 역 - 복주의 역도부 후배 - 임욱진 수영부 - 이지훈 : 수영부 코치 역 - 김우혁 : 김우혁 역 - 김재현 : 김재현 역 - 김남우 : 남우 역 - 권혁범 리듬체조부 - 조수향 : 수빈 역 - 이슬 - 오하늬 - 김유지 - 정유진 | 그 밖의 인물 - 지헤라 : 송시연 역 - 시호의 여동생 - 김채은 - 김차경 - 서왕석 - 김현정 : 생활관 사감 역 - 정현석 : 생활관 사감 역 - 박정민 - 박건락 - 이준희 - 이숙진 - 임서정 - 유영빈 - 임근서 - 정수인 - 서광재 : 학과장 김경민 역 - 최남욱 - 태원석 | - 허민강 - 유필란 - 황주호 - 김광태 - 서단우 - 조시내 - 옥주리 - 장문규 - 박윤식 : 인부 역 - 오기환 - 유지수 - 마민희 : 체조 선수 역 - 윤진서 - 정영도 : 캐스터 역 - 이단비 - 김미혜 - 동윤석 - 김홍규 - 최나무 : 여대생 역 - 변우석 - 이규정 : 방운기의 아내 역 |

### 특별 출연
- 윤유선 : 김정연 역 - 캐나다에서 살다 온 준형의 친어머니
- 박원상 : 준형의 주치의 역 - 신경정신과 상담의
- 전지안
- 신아영 : 아나운서 역
- 이수지 : 구슬 역 - 역도선수
- 이종화 : 최태훈 역 - 수영선수
- 이종석 : 종석 역 - 한얼체대 사격 선수, 사격 국가대표. 치킨집 손님
- 안일권 : 호프집에서 복주에게 시비 거는 학교 선배 역
- 노우진 : 호프집에서 복주에게 시비 거는 학교 선배 역
- 윤진희 : 역도대회 시상자 역
- 지수 : 택배 알바생 역
- 서현 : 환희 역 - 재이의 첫사랑
- 민성욱 : 상구 역 - 재이의 대학교 선배. 환희의 남편
- 김슬기 : 슬기 역 - 슈퍼 직원

## 시청률
최저 시청률과 최고 시청률은 시청률 조사회사와 지역별로 시청률에 차이가 있을 수 있습니다.
| 2016년      | 2016년      | 2016년                                  | 2016년         | 2016년       | 2016년         | 2016년       |
| 회차        | 방송일      | 부제                                    | TNmS 시청률    | TNmS 시청률  | AGB 시청률     | AGB 시청률   |
| 회차        | 방송일      | 부제                                    | 대한민국(전국) | 서울(수도권) | 대한민국(전국) | 서울(수도권) |
| ----------- | ----------- | --------------------------------------- | -------------- | ------------ | -------------- | ------------ |
| 제1회       | 11월 16일   | 음식 싫은 건 개나 주지, 사람 싫은 건... | 4.1%           | 4.4%         | 3.3%           | 3.6%         |
| 제2회       | 11월 17일   | 그대 내 맘에 들어오면                   | 5.0%           | 5.2%         | 3.3%           | 3.5%         |
| 제3회       | 11월 23일   | Let it go                               | 4.8%           | 5.3%         | 4.4%           | 4.9%         |
| 제4회       | 11월 24일   | 그녀의 이중생활                         | 4.9%           | 5.2%         | 4.6%           | 4.9%         |
| 제5회       | 11월 30일   | 여자라서 행복해요                       | 4.8%           | 4.9%         | 4.4%           | 4.5%         |
| 제6회       | 12월 1일    | 꼬리가 길면 밟히거나 잡히거나           | 4.5%           | 5.3%         | 4.6%           | 5.4%         |
| 제7회       | 12월 7일    | Happy.. Birthday to..                   | 4.4%           | 5.2%         | 4.8%           | 5.7%         |
| 제8회       | 12월 8일    | 바람이 분다                             | 4.6%           | 4.7%         | 5.4%           | 5.5%         |
| 제9회       | 12월 14일   | 짝사랑의 장점                           | 4.2%           | 4.5%         | 4.1%           | 4.4%         |
| 제10회      | 12월 15일   | 쉼표 or 마침표                          | 4.8%           | 5.3%         | 5.1%           | 5.6%         |
| 제11회      | 12월 21일   | 끝이다.. 끝이 아니다..                  | 4.7%           | 4.9%         | 4.4%           | 4.6%         |
| 제12회      | 12월 22일   | 그녀의 버킷리스트                       | 5.1%           | 5.3%         | 4.5%           | 4.7%         |
| 제13회      | 12월 28일   | 질투는 사랑의 반올림이다                | 5.5%           | 6.3%         | 5.0%           | 5.8%         |
| 2017년      |             |                                         |                |              |                |              |
| 제14회      | 1월 4일     | 이 여자가 내 여자다                     | 5.0%           | 5.8%         | 5.4%           | 6.3%         |
| 제15회      | 1월 5일     | 그렇게 어른이 된다                      | 5.5%           | 5.9%         | 5.4%           | 5.8%         |
| 제16회      | 1월 11일    | 또 봄.. 청춘.. 그리고 우리..            | 5.4%           | 5.5%         | 5.2%           | 5.3%         |
| 평균 시청률 | 평균 시청률 | 평균 시청률                             | 4.8%           | 5.2%         | 4.6%           | 5.0%         |

## OST

### Part. 1
| #            | 제목              | 작사                  | 작곡                  | 편곡           | 노래 | 재생 시간 |
| ------------ | ----------------- | --------------------- | --------------------- | -------------- | ---- | --------- |
| 1.           | 〈You&I〉         | 케이던스, ROZ, 기현석 | 케이던스, ROZ, 기현석 | 김종완 Of NELL | 3:35 |           |
| 2.           | 〈You&I (Inst.)〉 |                       | 케이던스, ROZ, 기현석 |                | 3:36 |           |
| 총 재생 시간 | 총 재생 시간      | 총 재생 시간          | 총 재생 시간          | 총 재생 시간   | 7:11 |           |

### Part. 2
| #            | 제목               | 작사         | 작곡         | 편곡         | 노래 | 재생 시간 |
| ------------ | ------------------ | ------------ | ------------ | ------------ | ---- | --------- |
| 1.           | 〈앞으로〉         | 서동성       | 박성일       | 김민승       | 3:10 |           |
| 2.           | 〈앞으로 (Inst.)〉 |              | 박성일       |              | 3:10 |           |
| 총 재생 시간 | 총 재생 시간       | 총 재생 시간 | 총 재생 시간 | 총 재생 시간 | 6:20 |           |

### Part. 3
| #            | 제목               | 작사         | 작곡         | 편곡         | 노래 | 재생 시간 |
| ------------ | ------------------ | ------------ | ------------ | ------------ | ---- | --------- |
| 1.           | 〈꿈꾼다〉         | 이치훈       | 김준석       | 한희정       | 4:02 |           |
| 2.           | 〈꿈꾼다 (Inst.)〉 |              | 김준석       |              | 4:02 |           |
| 총 재생 시간 | 총 재생 시간       | 총 재생 시간 | 총 재생 시간 | 총 재생 시간 | 8:04 |           |

### Part. 4
| #            | 제목                  | 작사         | 작곡         | 편곡         | 노래 | 재생 시간 |
| ------------ | --------------------- | ------------ | ------------ | ------------ | ---- | --------- |
| 1.           | 〈왠지 요즘〉         | 이치훈       | 김준석       | 제이미       | 3:25 |           |
| 2.           | 〈왠지 요즘 (Inst.)〉 |              | 김준석       |              | 3:25 |           |
| 총 재생 시간 | 총 재생 시간          | 총 재생 시간 | 총 재생 시간 | 총 재생 시간 | 6:50 |           |

### Part. 5
| #            | 제목                    | 작사                  | 작곡                  | 편곡         | 노래 | 재생 시간 |
| ------------ | ----------------------- | --------------------- | --------------------- | ------------ | ---- | --------- |
| 1.           | 〈데리러 갈게〉         | 케이던스, ROZ, 기현석 | 케이던스, ROZ, 기현석 | 스탠딩 에그  | 3:41 |           |
| 2.           | 〈데리러 갈게 (Inst.)〉 |                       | 케이던스, ROZ, 기현석 |              | 3:37 |           |
| 총 재생 시간 | 총 재생 시간            | 총 재생 시간          | 총 재생 시간          | 총 재생 시간 | 7:18 |           |

### Part. 6
| #            | 제목               | 작사                     | 작곡                     | 편곡         | 노래 | 재생 시간 |
| ------------ | ------------------ | ------------------------ | ------------------------ | ------------ | ---- | --------- |
| 1.           | 〈스르륵〉         | 케이던스, 서재하, 김영성 | 케이던스, 서재하, 김영성 | 이해인       | 3:37 |           |
| 2.           | 〈스르륵 (Inst.)〉 |                          | 케이던스, 서재하, 김영성 |              | 3:37 |           |
| 총 재생 시간 | 총 재생 시간       | 총 재생 시간             | 총 재생 시간             | 총 재생 시간 | 7:14 |           |

### Part. 7
| #            | 제목               | 작사         | 작곡         | 편곡         | 노래 | 재생 시간 |
| ------------ | ------------------ | ------------ | ------------ | ------------ | ---- | --------- |
| 1.           | 〈또또또〉         | 이진아       | 이진아       | 이진아       | 2:24 |           |
| 2.           | 〈또또또 (Inst.)〉 |              | 이진아       |              | 2:24 |           |
| 총 재생 시간 | 총 재생 시간       | 총 재생 시간 | 총 재생 시간 | 총 재생 시간 | 4:48 |           |

### Part. 8
| #            | 제목                   | 작사           | 작곡           | 편곡         | 노래 | 재생 시간 |
| ------------ | ---------------------- | -------------- | -------------- | ------------ | ---- | --------- |
| 1.           | 〈사랑인걸까〉         | 김범주, 차여울 | 김범주, 차여울 | 안현정       | 3:43 |           |
| 2.           | 〈사랑인걸까 (Inst.)〉 |                | 김범주, 차여울 |              | 3:43 |           |
| 총 재생 시간 | 총 재생 시간           | 총 재생 시간   | 총 재생 시간   | 총 재생 시간 | 7:26 |           |

## 수상
- 2016년 MBC 연기대상 미니시리즈 여자 우수 연기상 이성경
- 2016년 MBC 연기대상 신인상 남주혁

## 결방 사유
- 2016년 12월 29일 : 2016 MBC 방송연예대상 방송으로 인해 결방.[3]

## 동시간대 드라마
KBS 수목드라마
- 《오 마이 금비》 : (2016년 11월 16일 ~ 2017년 1월 11일)

SBS 드라마 스페셜
- 《푸른 바다의 전설》 : (2016년 11월 16일 ~ 2017년 1월 25일)